# Hippaliosina latisinuata
Hippaliosina latisinuata är en mossdjursart som beskrevs av Harmer 1957. Hippaliosina latisinuata ingår i släktet Hippaliosina och familjen Hippaliosinidae. Inga underarter finns listade i Catalogue of Life.